# The Blueprint 3
The Blueprint 3 – jedenasty album studyjny amerykańskiego rapera Jaya-Z, wydany 8 września 2009 w Stanach Zjednoczonych. 11 września stał się dostępny cyfrowo, a 14 września miał premierę na arenie międzynarodowej. Płyta stanowi ostatni element trylogii The Blueprint, złożonej poza tym z dobrze przyjętych przez krytyków: The Blueprint (2001) i The Blueprint²: The Gift & The Curse (2002).
Album wyciekł do Internetu 31 sierpnia 2009 roku, na kilka dni przed oficjalną premierą. Zapytany o tę sytuację, Jay-Z powiedział: "To podgląd. Jestem podekscytowany tym, że ludzie usłyszą, co znajduje się na albumie. Jestem dumny z pracy, którą wykonałem, więc dobrze się bawcie słuchając go." The Blueprint 3 otrzymał generalnie pozytywne opinie krytyków, zdobywając ocenę 65/100 w bazie Metacritic, opartą na wszystkich recenzjach. Album, jako 11. w twórczości Jaya-Z, zadebiutował na szczycie Billboard 200, rozchodząc się w pierwszym tygodniu w 476 000 kopii. Raper pobił tym samym rekord, co do liczby albumów debiutujących na 1. pozycji, który wcześniej dzielił z Elvisem Presleyem.
The Blueprint 3 rozszedł się w Stanach Zjednoczonych w ponad 1.52 milionach kopii i był 9. najlepiej sprzedającym się albumem 2009 roku oraz 2. najlepiej sprzedającym się albumem hip-hiphopowym (wyprzedził go jedynie Relapse Eminema).
The Blueprint 3 wybrany został najlepszym albumem roku przez krytyków magazynu Billboard. Poza tym zajął 4. miejsce na liście najlepszych płyt 2009 roku według Rolling Stone, 7. według MTV oraz 9. według krytyków Amazon.com.

## Tło
Pierwsze pogłoski na temat albumu pojawiły się wraz z mikstejpową piosenką "Ain't I" DJ-a Clue, wyprodukowaną przez Timbalanda. W jej wstępie Clue mówi: "Off that Blueprint 3 baby!". Jednakże rzecznik Jaya-Z wytłumaczył, że był to stary, wcześniej niepublikowany utwór, a prace nad The Blueprint 3 jeszcze się nie rozpoczęły. W lipcu 2008 roku Timbaland, który miał wkład we wcześniejsze albumy Jaya-Z, stwierdził w wypowiedzi dla MTV, że wyprodukuje całą płytę. Jay-Z w wywiadzie dla magazynu Rolling Stone uznał jednak jego oświadczenie za "przedwczesne". Tego samego miesiąca, podczas jednego z koncertów trasy Glow in the Dark Tour, Jay-Z wykonał na scenie nową piosenkę produkcji Kanye Westa, "Jockin' Jay-Z". Następnego dnia, podczas wywiadu w radiu Shade 45, raper potwierdził tytuł albumu.
W listopadzie 2008 roku album był gotowy, jednak z powodu przedłużających się negocjacji z wytwórnią Def Jam, Jay-Z wrócił do studia, by nagrać nowy materiał. W styczniu 2009 roku raper przyznał, że wciąż kontynuuje produkcję albumu oraz potwierdził wyciek części piosenek. Pierwszy singel z The Blueprint 3, "D.O.A. (Death of Auto-Tune)", miał premierę w nowojorskiej stacji radiowej Hot 97 5 czerwca. 7 czerwca Jay-Z pojawił się gościnnie na koncercie Summer Jam i po raz pierwszy wykonał go na żywo.

## Nagrywanie
Większość sesji nagraniowych odbyła się w Avex Honolulu Studio na Hawajach, by uniknąć ewentualnych przecieków. Protegowany Westa Mr Hudson wyjaśnił w The Times, że Jay-Z "nie będzie się tam o nic martwił" w porównaniu do pracy w największych miastach, np. w Nowym Jorku lub Los Angeles. Album był poza tym nagrywany w: Germano Studios, Oven Studios i Roc The Mic w Nowym Jorku, Kingdom Studios i Lava Studios w Cleveland, Midnight Blue Studios i South Beach Studios w Miami, The Holy Chateau w Perth oraz w Westlake Studio w Los Angeles.
Jay-Z powiedział magazynowi Rolling Stone o swojej metodzie selekcjonowania producentów: "Jeśli Timbaland robi dziesięć świetnych ścieżek, wtedy on produkuje album, jeśli Kanye West robi dziesięć świetnych ścieżek, wtedy on produkuje album; jeśli robi trzy, biorę trzy. Pozwalam muzyce wyznaczać kierunek." Jednakże, biorąc pod uwagę finałową listę utworów na The Blueprint 3, to West wyprodukował większość piosenek, a Timbaland był producentem tylko trzech z nich. W lutym 2009 roku, podczas występu w The Wake Up Show, West potwierdził tytuły pierwszych dwóch piosenek: "A Star Is Born" i "Young Forever".
W wywiadzie dla Billboardu Jay-Z ogłosił tytuły kilku kolejnych utworów: "What We Talkin' About", "Thank You" i "Already Home" oraz opowiedział o kolaboracjach z Empire of the Sun, raperem Drake, Kidem Cudim i Rihanną. Poza tym, w innym wywiadzie, przyznał, że jego ulubioną piosenką z The Blueprint 3 jest "Empire State of Mind". Oficjalna lista utworów została opublikowana 18 kwietnia.

## Przyjęcie

### Sukces komercyjny
The Blueprint 3 zadebiutował na szczycie Billboard 200, rozchodząc się w pierwszym tygodniu w 476 000 kopii, co stanowiło trzecią najwyższą sprzedaż tygodniową 2009 roku. Album stał się 11. płytą w karierze Jaya-Z, która zadebiutowała na 1. pozycji. Pobił on tym samym rekord, który wcześniej dzielił z Elvisem Presleyem. W drugim tygodniu The Blueprint 3 pozostał na 1. miejscu, sprzedając się w kolejnych 298 000 egzemplarzach. Album przez dziesięć tygodni utrzymywał się na szczycie Billboard Rap Albums. W ciągu czterech tygodni od premiery rozszedł się w Stanach Zjednoczonych w 997 000 kopii. Ostatecznie pokrył się platyną w tym kraju, sprzedając się w sumie w ponad 1.52 milionach egzemplarzy.
The Blueprint 3 uzyskał również platynowy status w Wielkiej Brytanii oraz w Kanadzie.

### Opinie krytyków
| Oceny łączne         | Oceny łączne |
| Publikacja           | Ocena        |
| -------------------- | ------------ |
| Album of the Year    | 66/100       |
| AnyDecentMusic?      | 6.3/10       |
| Metacritic           | 65/100       |
| Recenzje             |              |
| Publikacja           | Ocena        |
| AllMusic             | [ 30 ]       |
| Billboard            | [ 31 ]       |
| Chicago Tribune      | [ 32 ]       |
| Cokemachineglow      | 70%          |
| Robert Christgau     | A-           |
| Entertainment Weekly | B+           |
| HipHopDX             | 4/5          |
| The Independent      | [ 37 ]       |
| laut.de              | [ 38 ]       |
| musicOMH             | [ 39 ]       |
| NME                  | 8/10         |
| Pitchfork            | 4.5/10       |
| PopMatters           | 5/10         |
| Rolling Stone        | [ 43 ]       |
| Slant Magazine       | [ 44 ]       |
| The Telegraph        | [ 45 ]       |
| USA Today            | [ 46 ]       |

The Blueprint 3 otrzymał generalnie pozytywne recenzje od krytyków, zdobywając ogólną ocenę 65/100 w bazie Metacritic, opartą na 22 opiniach. Newsday przyznał mu ocenę A, a Robert Christgau A-. USA Today ocenił album na 3½/4 gwiazdki, chwaląc jakość tekstów i Jaya-Z, „który mimo upływu lat pozostaje w formie” Entertainment Weekly ocenił płytę na B+, a The Daily Telegraph przyznał jej 4/5 gwiazdek, chwaląc nowoczesność dźwięków. About.com ocenił album na 3½/5 gwiazdek, twierdząc, że jest świeży, jednak nie osiąga zamierzonego celu.
William McBee ze strony internetowej Slant, mimo iż ocenił płytę dość pozytywnie, nazwał ją równocześnie „przewidywalną”, pisząc: „Album jest hip-hopową ucztą, wypełnioną po brzegi elitarną produkcją i elitarnym rapem, jednak brakuje w nim głodu, ducha i szaleństwa, które cechują klasyczny album”.
Smoking Section opublikował podobną opinię, twierdząc, że ta płyta nie stwarza tak dużego kontaktu z odbiorcą, jak wcześniejsze albumy Jaya-Z.
The Washington Post negatywnie przyjął album, krytykując jego teksty. Chris Carle z IGN, mimo iż określił piosenki jako „bardziej płytkie” od najlepszych wydawnictw Jaya-Z, przyznał albumowi ocenę 7.9/10, pisząc, że „to rap komercyjny, jednak dobrze zrobiony”.
The Times przyznał The Blueprint 3 3/5 gwiazdek, uznając, że „nie jest wielkim kamieniem milowym, ale pozostaje daleko od przewidywanej katastrofy”.

## Lista utworów
| #   | Tytuł                         | Gościnnie          | Producent                    | Czas |
| --- | ----------------------------- | ------------------ | ---------------------------- | ---- |
| 1.  | "What We Talkin' About"       | Luke Steele        | Kanye West, No I.D.          | 4:03 |
| 2.  | "Thank You"                   |                    | Kanye West, No I.D.          | 4:10 |
| 3.  | "D.O.A. (Death of Auto-Tune)" |                    | No I.D.                      | 4:15 |
| 4.  | "Run This Town"               | Rihanna Kanye West | Kanye West, No I.D.          | 4:27 |
| 5.  | "Empire State of Mind"        | Alicia Keys        | Al Shux, Janet Sewell-Ulepic | 4:36 |
| 6.  | "Real as It Gets"             | Young Jeezy        | The Inkredibles              | 4:12 |
| 7.  | "On to the Next One"          | Swizz Beatz        | Swizz Beatz                  | 4:17 |
| 8.  | "Off That"                    | Drake              | Timbaland, Jerome Harmon     | 4:06 |
| 9.  | "A Star Is Born"              | J. Cole            | Kanye West, No I.D., Kenoe   | 3:48 |
| 10. | "Venus vs. Mars"              |                    | Timbaland, Jerome Harmon     | 3:10 |
| 11. | "Already Home"                | Kid Cudi           | Kanye West, No I.D.          | 4:29 |
| 12. | "Hate"                        | Kanye West         | Kanye West                   | 2:31 |
| 13. | "Reminder"                    |                    | Timbaland, Jerome Harmon     | 4:18 |
| 14. | "So Ambitious"                | Pharrell           | The Neptunes                 | 4:12 |
| 15. | "Young Forever"               | Mr Hudson          | Kanye West                   | 4:13 |

## Pozycje na listach
| Lista (2009)              | Najwyższa pozycja |
| ------------------------- | ----------------- |
| Australian Albums Chart   | 9                 |
| Austrian Albums Chart     | 37                |
| Belgium Albums Chart      | 25                |
| Canadian Albums Chart     | 1                 |
| Danish Albums Chart       | 36                |
| Dutch Albums Chart        | 12                |
| French Albums Chart       | 20                |
| German Albums Chart       | 22                |
| Irish Albums Chart        | 3                 |
| Italian Albums Chart      | 95                |
| Japan Albums Chart        | 15                |
| New Zealand Albums Chart  | 10                |
| Norwegian Albums Chart    | 15                |
| Swedish Albums Chart      | 44                |
| Swiss Albums Chart        | 12                |
| UK Albums Chart           | 4                 |
| UK R&B Albums Chart       | 1                 |
| US Billboard 200          | 1                 |
| US Top R&B/Hip-Hop Albums | 1                 |
| US Top Rap Albums         | 1                 |

| Kraj              | Certyfikat | Organizacja przyznająca |
| ----------------- | ---------- | ----------------------- |
| Australia         | Złoto      | ARIA                    |
| Kanada            | Platyna    | CRIA                    |
| Wielka Brytania   | Platyna    | BPI                     |
| Stany Zjednoczone | Platyna    | RIAA                    |
| Irlandia          | Złoto      | IRMA                    |

Historia notowań